# Hippodrome de Longchamp
Pour les articles homonymes, voir Longchamp.
L'hippodrome de ParisLongchamp est un champ de courses hippiques situé au sud-ouest du bois de Boulogne à Paris en France. Il a été construit en 1857 par l'architecte Antoine-Nicolas Bailly sur le domaine de l'abbaye royale de Longchamp (détruite à l'époque de la Révolution française).

## Histoire
Sous la pression du duc de Morny, le bois de Boulogne (ancien domaine royal devenu propriété de la Ville de Paris) est choisi en 1853 pour y implanter un hippodrome. Un décret impérial d'août 1854 officialise le choix du site : la plaine de Longchamp. Le 23 mai 1856, la ville le concède à la Société d'Encouragement. L'hippodrome est inauguré le dimanche 27 avril 1857 en présence de l'empereur Napoléon III, de l'impératrice Eugénie et du grand-duc Constantin. Le cheval vainqueur de la première course se nomme Éclaireur.
Faisant pleinement partie du bois de Boulogne, c'est un territoire qui appartient à la ville de Paris, qui en a confié de longue date l'exploitation à l'association hippique France Galop.

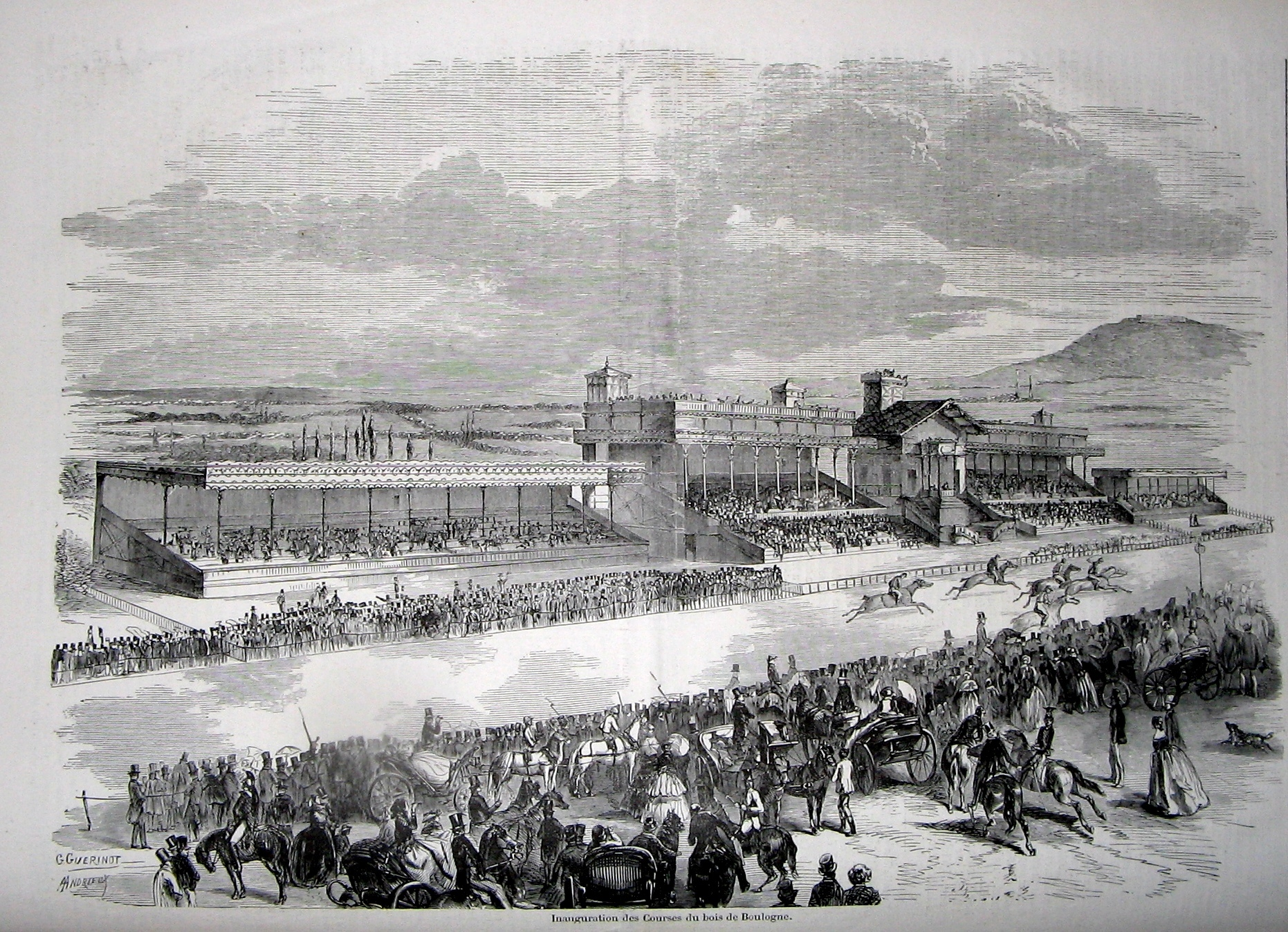
La course de 1857 avec les tribunes en bois, Le Monde illustré no 3.

Le Grand Prix de Paris est créé en 1863, le Prix d'Ispahan en 1873 et le Prix de l'Arc de Triomphe en 1920. Avant la Première Guerre mondiale, le Grand Prix de Paris est la course hippique la mieux dotée au monde.

Fêtes du 14 juillet à Longchamp.
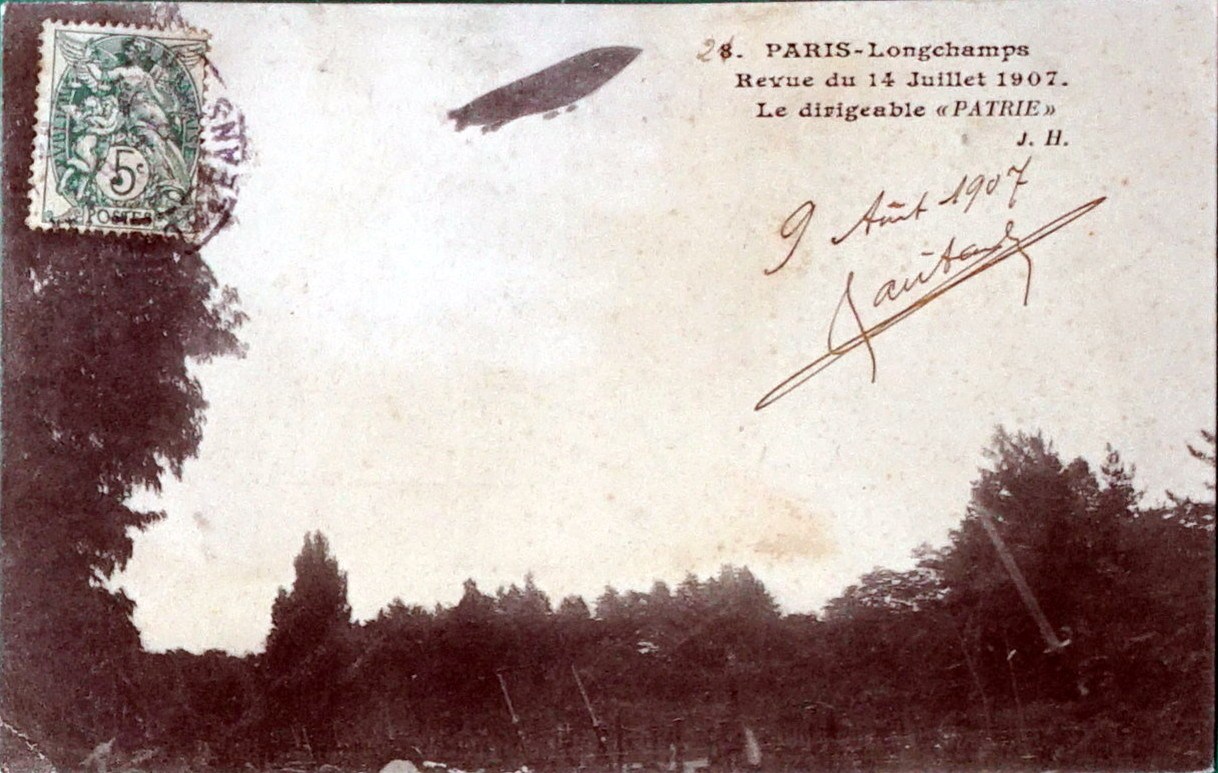
1907 avec le dirigeable Patrie.
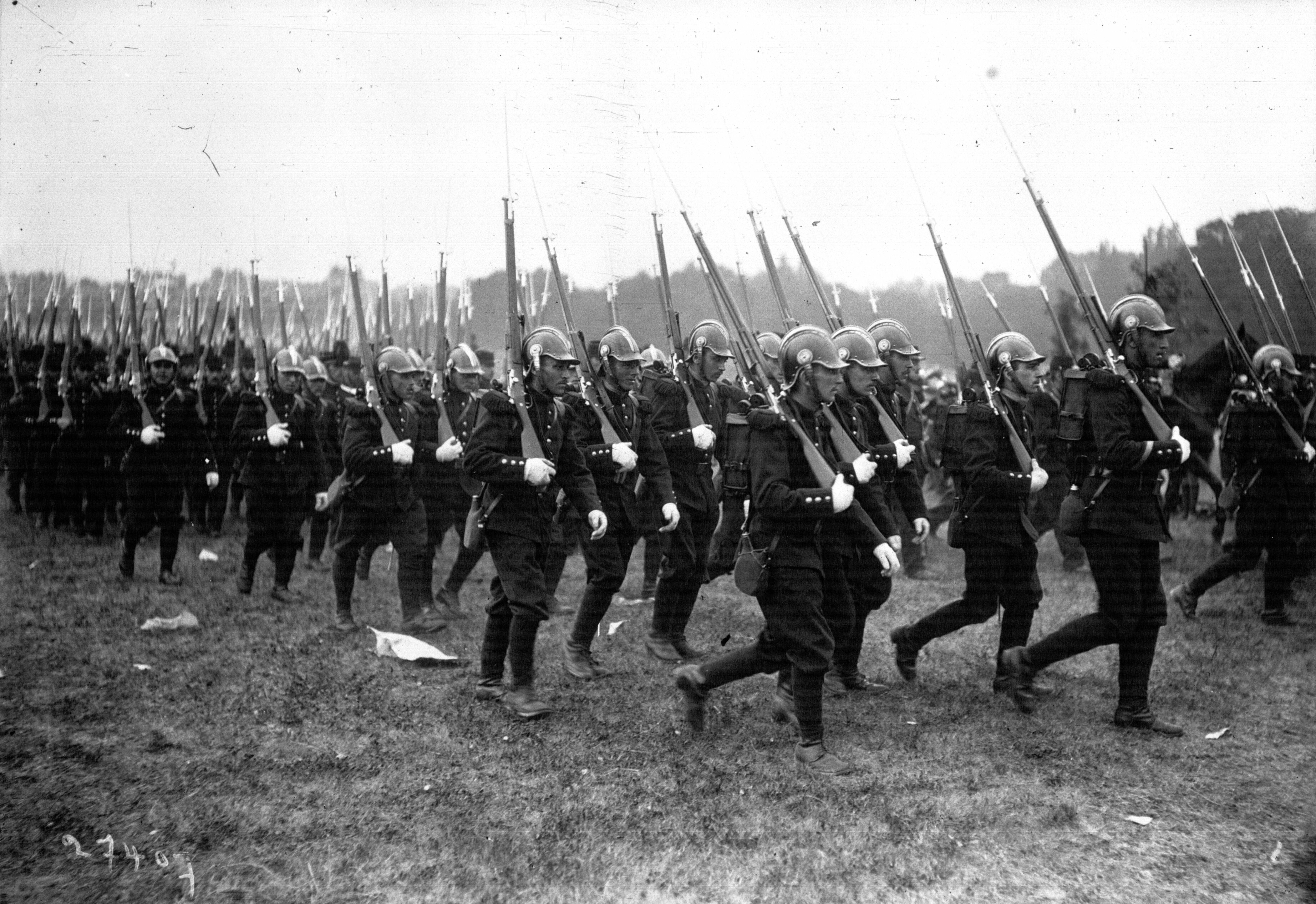
1912.
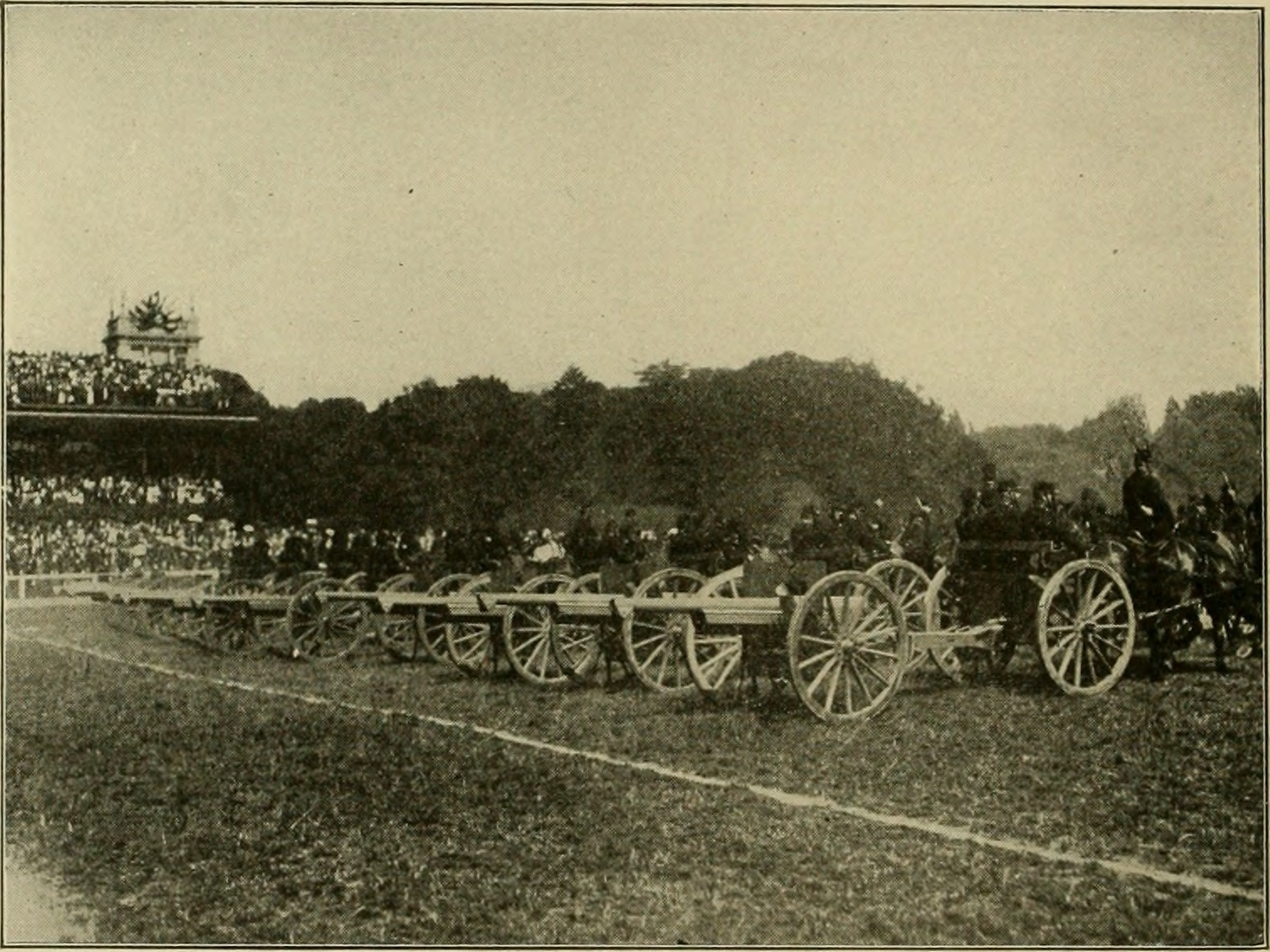
1913.
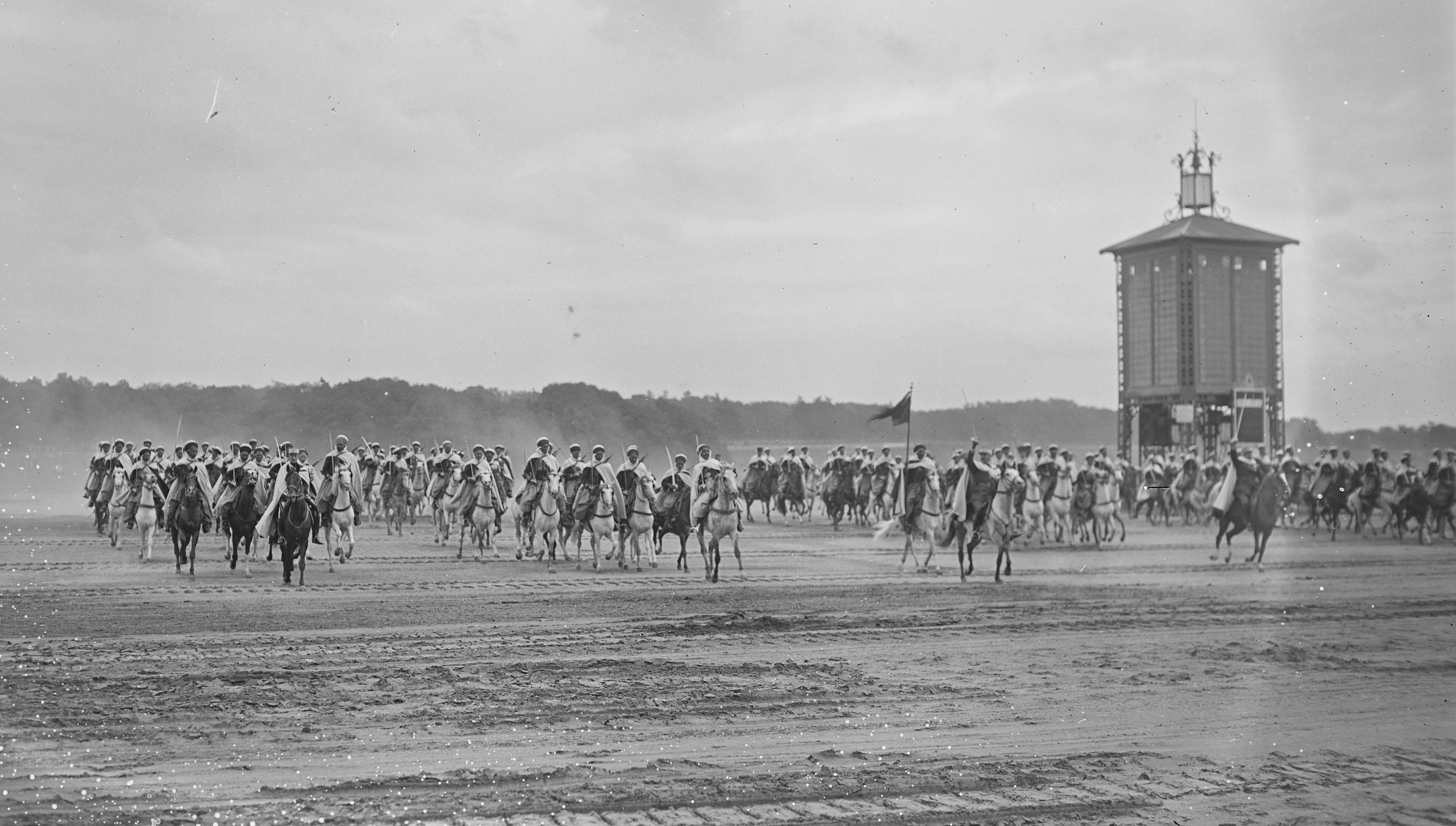
1922.

L'hippodrome connaît des heures difficiles durant les trois guerres qu'il traverse. Bombardé en 1870 et en 1943, Longchamp sert de parc à bestiaux en 1914. On y réunit des troupeaux de bœufs et de moutons en provenance des régions du Nord envahies par l'ennemi. Des soldats moissonneurs édifient sur la pelouse de magnifiques meules de paille et de foin. De son côté la Croix-Rouge américaine y dresse des ambulances pour recevoir les blessés. Enfin toujours pendant la guerre de 1914-1918, Longchamp devient un camp d'aviation . À l'inverse, l'entre-deux-guerres est une sorte d'âge d'or. 126 000 spectateurs assistent ainsi au Grand Prix de Paris en 1926.

Spectatrices de l'hippodrome de Longchamp dans les années 1910. Université de Caen.
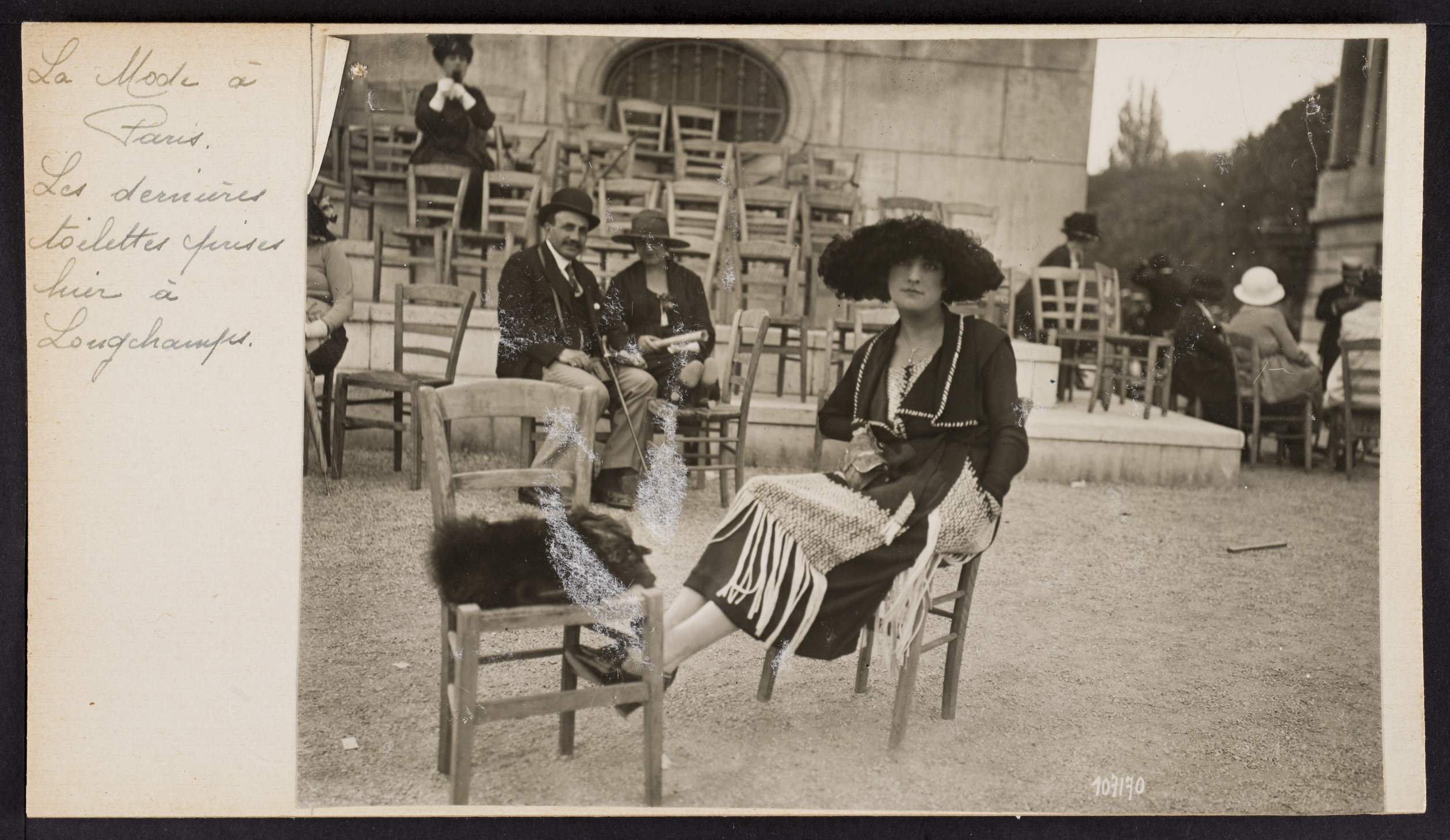
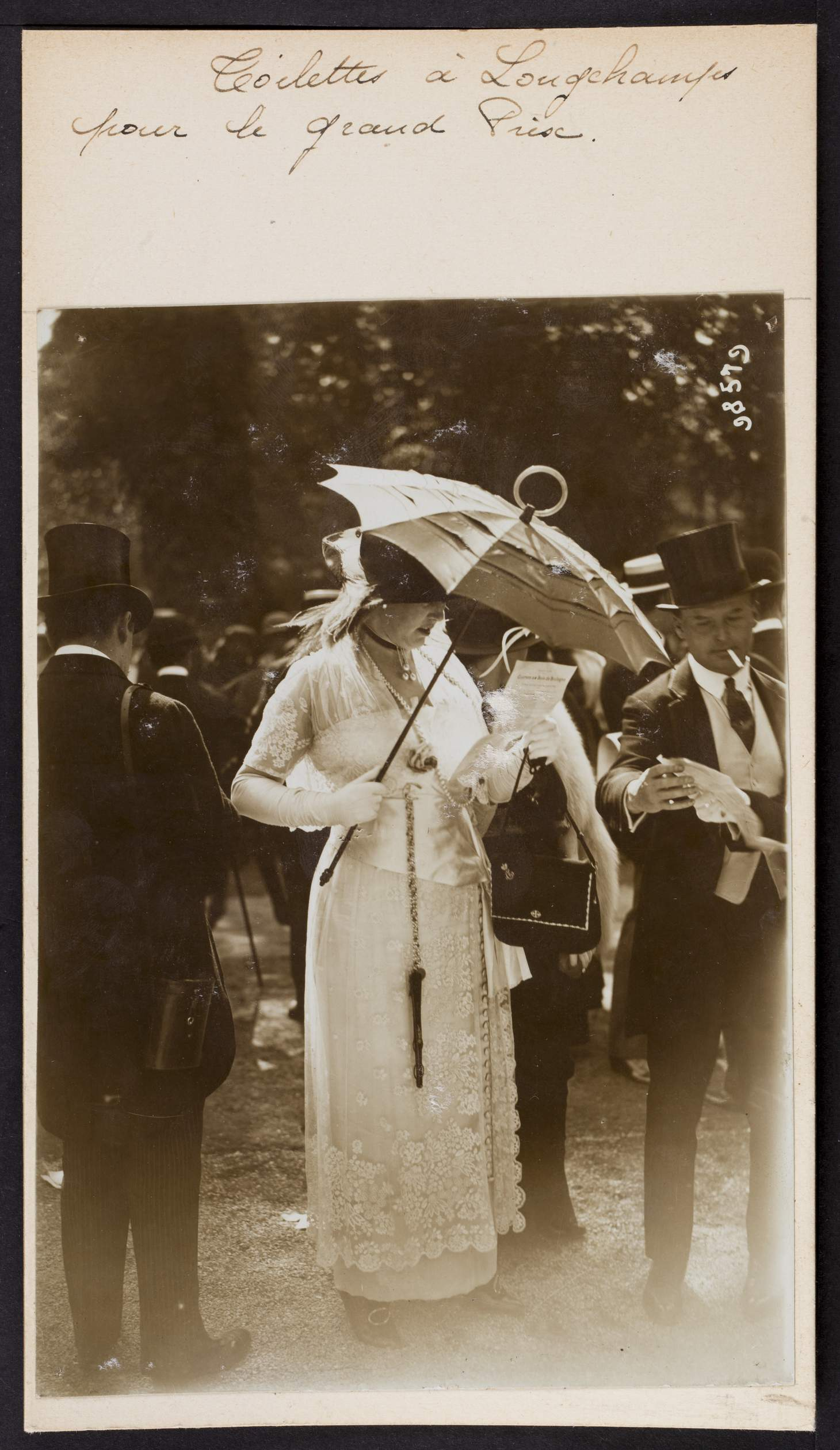
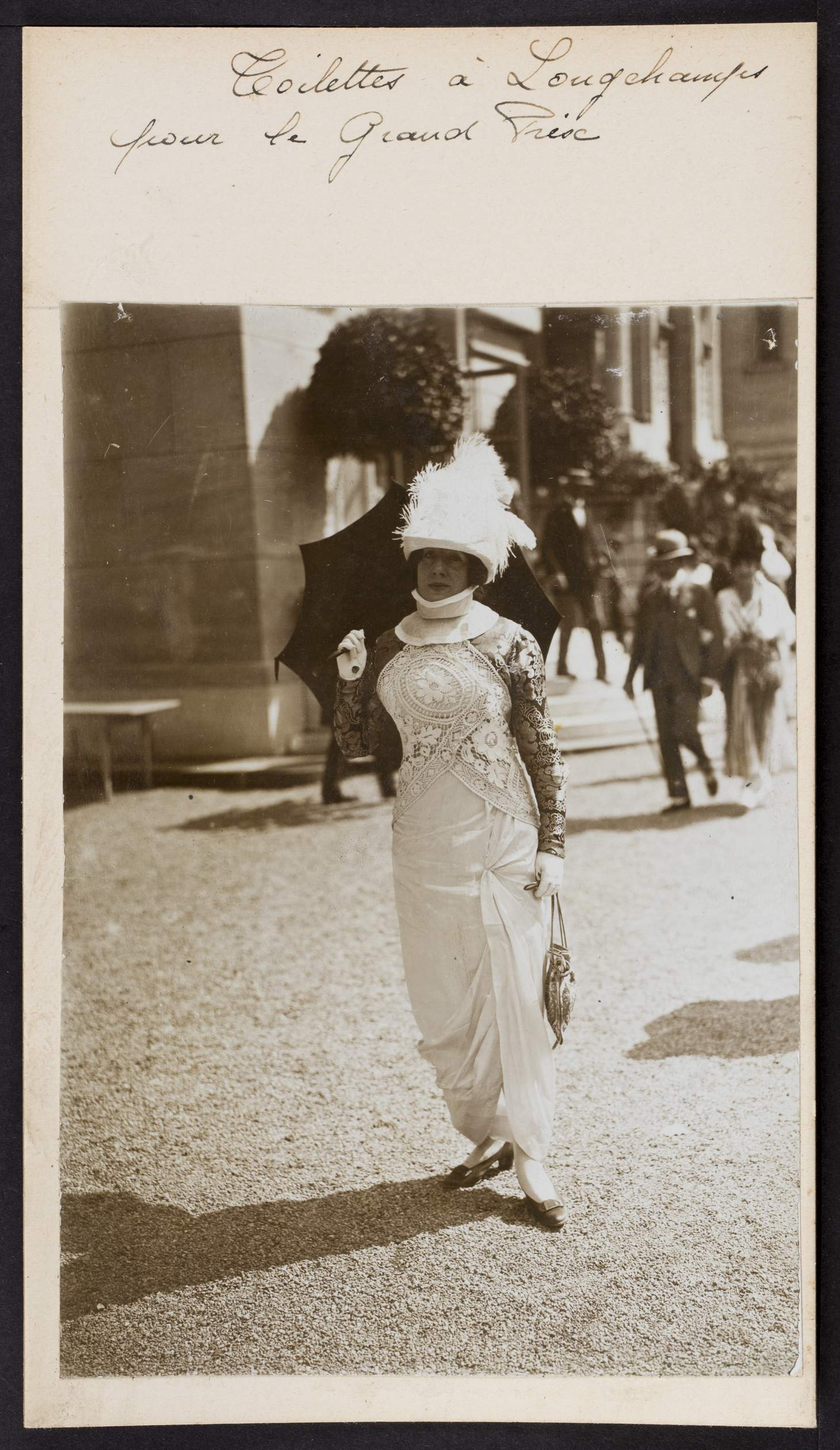
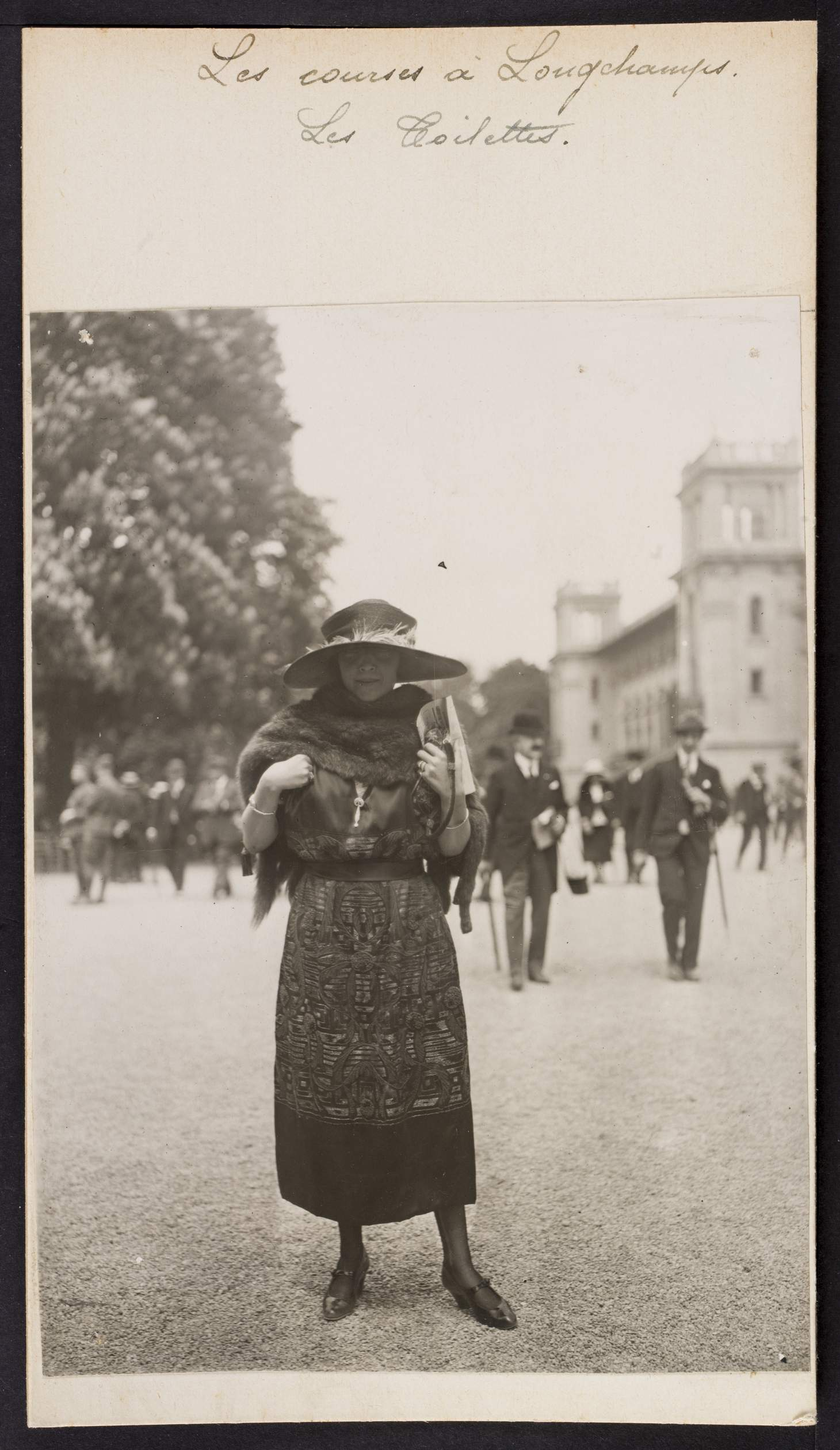

Du XIXe au milieu du XXe siècle, le public, essentiellement parisien, y accède en empruntant la ligne ferroviaire Paris-Versailles (descendant gare de Suresnes-Mont-Valérien ou gare de Suresnes-Longchamp), le chemin de fer du bois de Boulogne ou encore les services de compagnies de bateaux sur la Seine. Cela participe au désenclavement de Suresnes qui accueille, après les courses, les turfistes de Longchamp dans ses guinguettes qui peu à peu se mettent à border ses quais (cf. « Histoire de Suresnes »).
Les tribunes d'origine en bois et en plâtre, restaurées après la guerre franco-prussienne de 1870, sont remplacées en 1904 par des constructions en pierre. De nouvelles tribunes ont été construites entre 1962 et 1964. Les anciennes tribunes de 1904 n'ont cependant pas été détruites mais déplacées vers le sud-ouest de l'hippodrome où elles subsistent toujours dans le prolongement des « nouvelles ».
De 1934 à 1939, l'hippodrome est le lieu d'une nocturne festive annuelle au début de l'été et accueille pour l'occasion une épreuve de trot attelé, le Prix Uranie,.
En juin 1936, des militantes pour le suffrage féminin manifestent sur l'hippodrome pendant le Grand Prix, brandissant des pancartes où est écrit « La Française doit voter »,,.
Le dimanche 4 avril 1943, alors qu'il rouvre, l'hippodrome est bombardé par des avions alliés, visant les DCA installées sur le champ de course, qui ripostent mais dont une pièce est atteinte. Les bombes de l'aviation tombent alors sur l'hippodrome : six tuent et blessent de nombreux promeneurs et turfistes. Trente équipiers des équipes d'urgence de Suresnes se rendent alors sur les lieux avec la Croix-Rouge, afin de participer aux secours, acheminant les blessés vers l'hôpital Foch avec des fiacres.
L'hippodrome accueille plus d'un million de personnes pour les Journées mondiales de la jeunesse 1997.
L'hippodrome ferme ses portes à l'automne 2015 pour les rouvrir à l'issue de grandes rénovations dites « du nouveau Longchamp », le 8 avril 2018. L'architecte chargé du projet du Nouvel Hippodrome de Longchamp est Dominique Perrault à qui l'on doit la Bibliothèque nationale de France. Le montant des travaux, financés par France Galop, est estimé à 131 millions d'euros. En octobre 2016, le Qatar Prix de l'Arc de Triomphe a eu lieu exceptionnellement sur l'hippodrome de Chantilly. L'inauguration se déroule le 29 avril 2018. Un nouvel édifice de 160 mètres est construit, ainsi qu'une brasserie, un restaurant gastronomique prolongé d'un toit-terrasse et une guinguette. L’exploitation de ces lieux gastronomique a été confiée à Laurent de Gourcufff ; une des ambitions est que le site dépasse sa vocation hippique pour devenir également un lieu de sortie parisienne. Les conditions d’octroi du marché lié à ces extensions font l’objet d’une enquête. 

## Caractéristiques techniques

Tracé de l'hippodrome.

L'hippodrome de Longchamp s'étend sur 57 hectares entre la Seine et le Bois de Boulogne avec ses lieux-dits comme le moulin, le lac ou le petit bois.
Ses différentes pistes occupent 17 hectares :
- La grande piste (2 750 mètres),
- La moyenne (2 500 mètres)
- La petite (2 150 mètres),
- La nouvelle (1 400 mètres),
- La ligne droite (1 000 mètres).
- 46 départs différents, parcours de 1 000 à 4 000 mètres. Ligne d'arrivée de 650 mètres deuxième poteau.

Depuis le haut de la tribune principale, il est possible de voir le sommet de la tour Eiffel et des tours du quartier d'affaires de La Défense.

## Liste des courses degroupe 1se déroulant à Longchamp
| Mois        | Nom de la course              | Distance | Conditions              | Allocation  |
| ----------- | ----------------------------- | -------- | ----------------------- | ----------- |
| Avril / mai | Prix Ganay                    | 2 100 m  | 4 ans et +              | 600 000 €   |
| Mai         | Poule d'Essai des Poulains    | 1 600 m  | Poulains de 3 ans       | 550 000 €   |
| Mai         | Poule d'Essai des Pouliches   | 1 600 m  | Pouliches de 3 ans      | 550 000 €   |
| Mai         | Prix Saint-Alary              | 2 000 m  | Pouliches de 3 ans      | 250 000 €   |
| Mai         | Prix d'Ispahan                | 1 850 m  | 4 ans et +              | 250 000 €   |
| Juillet     | Grand Prix de Paris           | 2 400 m  | 3 ans                   | 600 000 €   |
| Septembre   | Prix du Moulin de Longchamp   | 1 600 m  | 3 ans et +              | 450 000 €   |
| Septembre   | Prix Vermeille                | 2 400 m  | Pouliches de 3 ans et + | 350 000 €   |
| Octobre     | Prix du Cadran                | 4 000 m  | 4 ans et +              | 300 000 €   |
| Octobre     | Prix de la Forêt              | 1 400 m  | 3 ans et +              | 300 000 €   |
| Octobre     | Prix de l'Abbaye de Longchamp | 1 000 m  | 2 ans et +              | 350 000 €   |
| Octobre     | Prix de l'Opéra               | 2 000 m  | Pouliches de 3 ans et + | 400 000 €   |
| Octobre     | Prix Marcel Boussac           | 1 600 m  | Pouliches de 2 ans      | 300 000 €   |
| Octobre     | Prix Jean-Luc Lagardère       | 1 400 m  | Poulains de 2 ans       | 350 000 €   |
| Octobre     | Prix de l'Arc de Triomphe     | 2 400 m  | 3 ans et +              | 5 000 000 € |
| Octobre     | Prix Royal-Oak                | 3 100 m  | 3 ans et +              | 350 000 €   |

## L'art à l'hippodrome

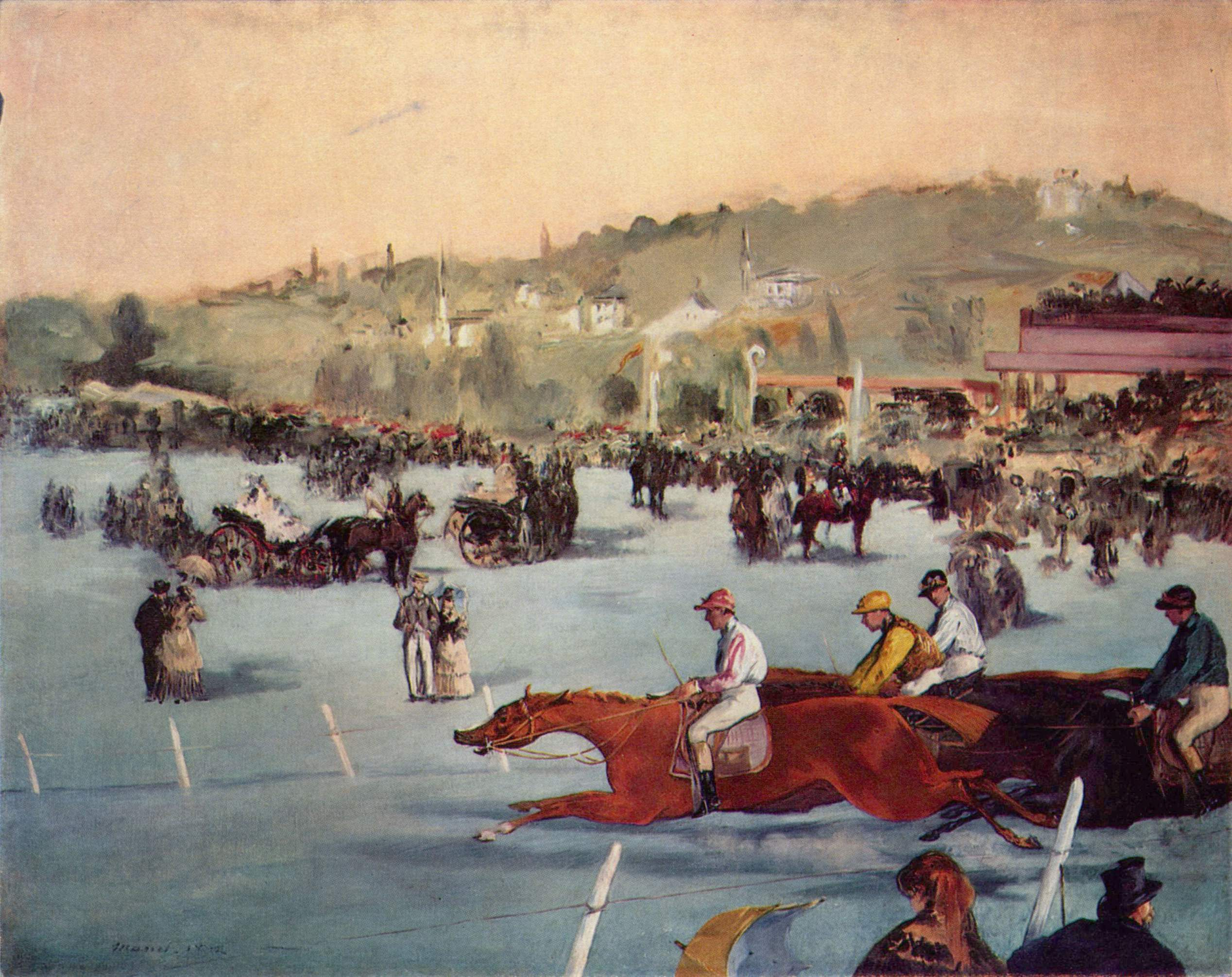
Courses au bois de Boulogne - Édouard Manet - 1872.
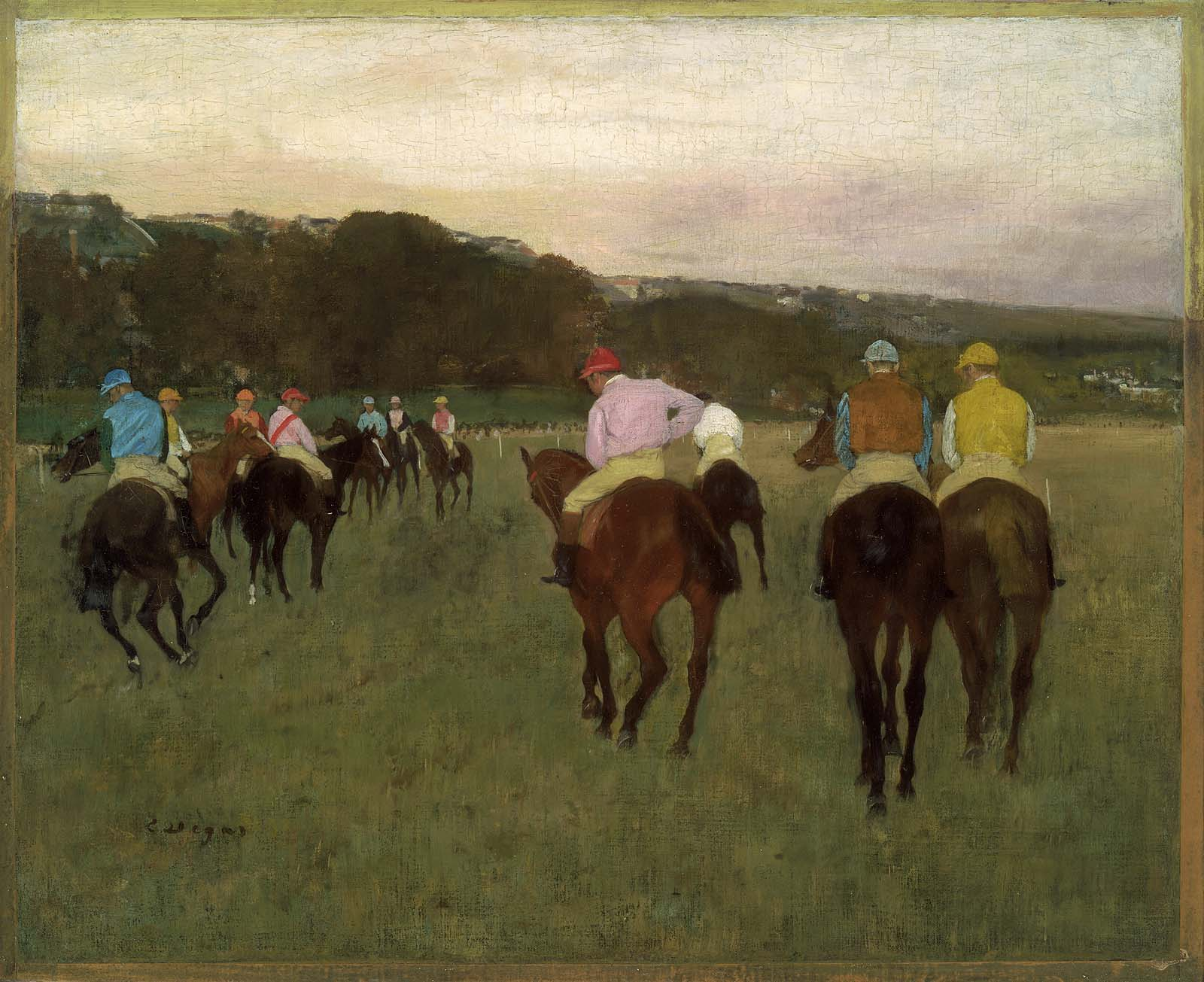
Chevaux de course à Longchamp Edgar Degas - 1873-1875.
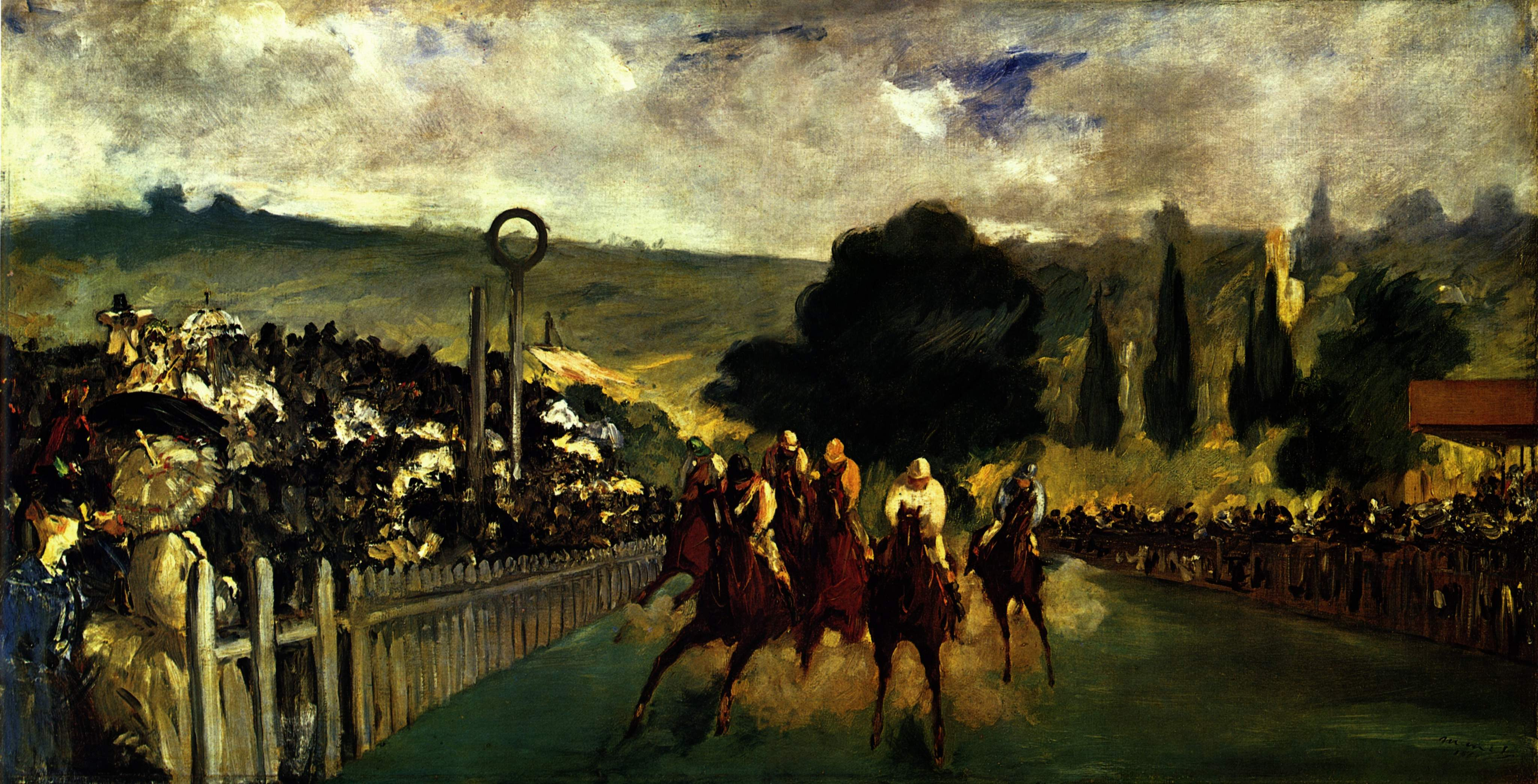
Les Courses à Longchamp - Édouard Manet - 1867.

Des artistes célèbres ont peint des scènes de course à Longchamp. Parmi eux, on peut citer Édouard Manet qui peint Les Courses à Longchamp en 1867 ou encore Edgar Degas avec Chevaux de course à Longchamp. Giuseppe De Nittis, en 1883.
Une statue du cheval Gladiateur réalisée par Isidore Bonheur en 1866 se trouve à l'entrée de l'hippodrome.

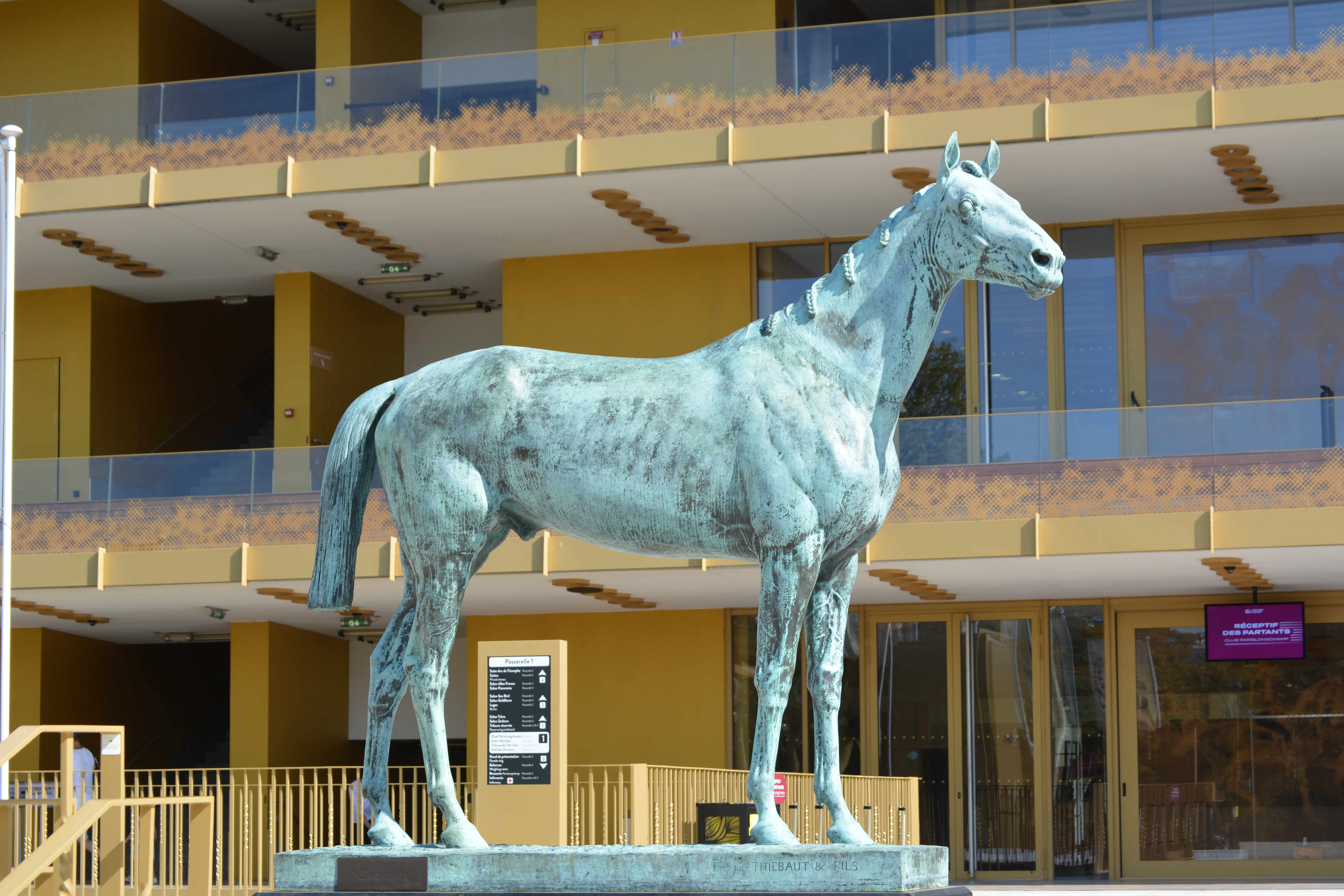
Gladiateur (par Isidore Bonheur, 1866).

## Autres activités de l'hippodrome
Les défilés du 14 Juillet s'y déroulent de 1880 à 1914.
Le pape Jean-Paul II y célèbre une messe solennelle le 23 août 1997 devant plusieurs centaines de milliers de fidèles à l'occasion des Journées mondiales de la jeunesse.
La 29e édition du Téléthon s'y déroule les 4 et 5 décembre 2015. Initialement prévue au Champ-de-Mars, le lieu de la manifestation a dû être changé à la suite des attentats du 13 novembre ; l'hippodrome a été choisi car il s'agit d'un lieu fermé, sécurisé et non accessible au public. L'édition suivante y a également lieu.
Des concerts s'y tiennent. Ainsi, The Rolling Stones y sont à l'affiche en 1995 et 2022, ainsi qu'AC/DC en 2024. Le festival musical Solidays s'y déroule chaque année depuis 1999.
En 2016, l'hippodrome accueille pour la première fois en France le Download Festival, qui rassemble des artistes de la scène hard rock/heavy metal.
En 2017, l'hippodrome de Longchamp accueille le festival Lollapalooza pour sa première édition à Paris. Tous les ans, vers le 20 juillet, des artistes s'y succèdent (Red Hot Chili Peppers, Lana Del Rey, Depeche Mode, Diplo, Noel Gallagher, The Strokes, Orelsan, Ben Harper, IAM, etc.). Le festival des 18 et 19 juillet 2020 est annulé pour cause de Covid-19,.

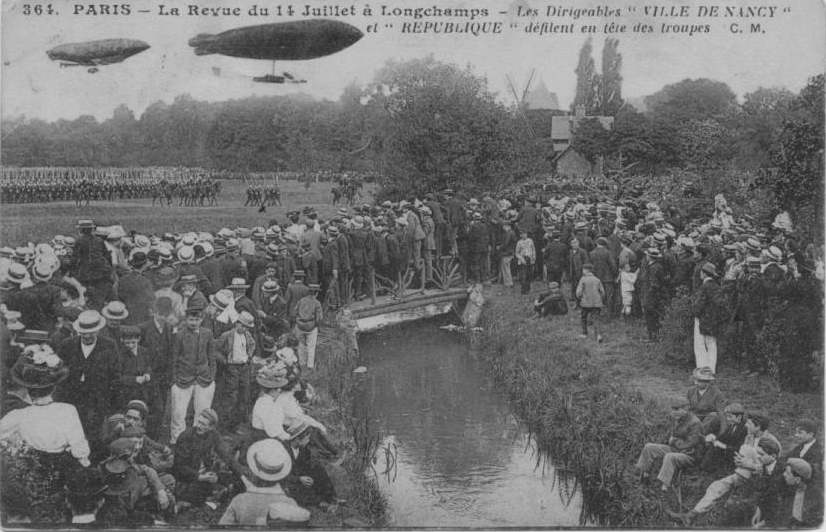
Revue militaire du 14 juillet 1909. En arrière-plan, le moulin, vestige de l'abbaye royale de Longchamp, est toujours présent de nos jours, de même que le petit pont.
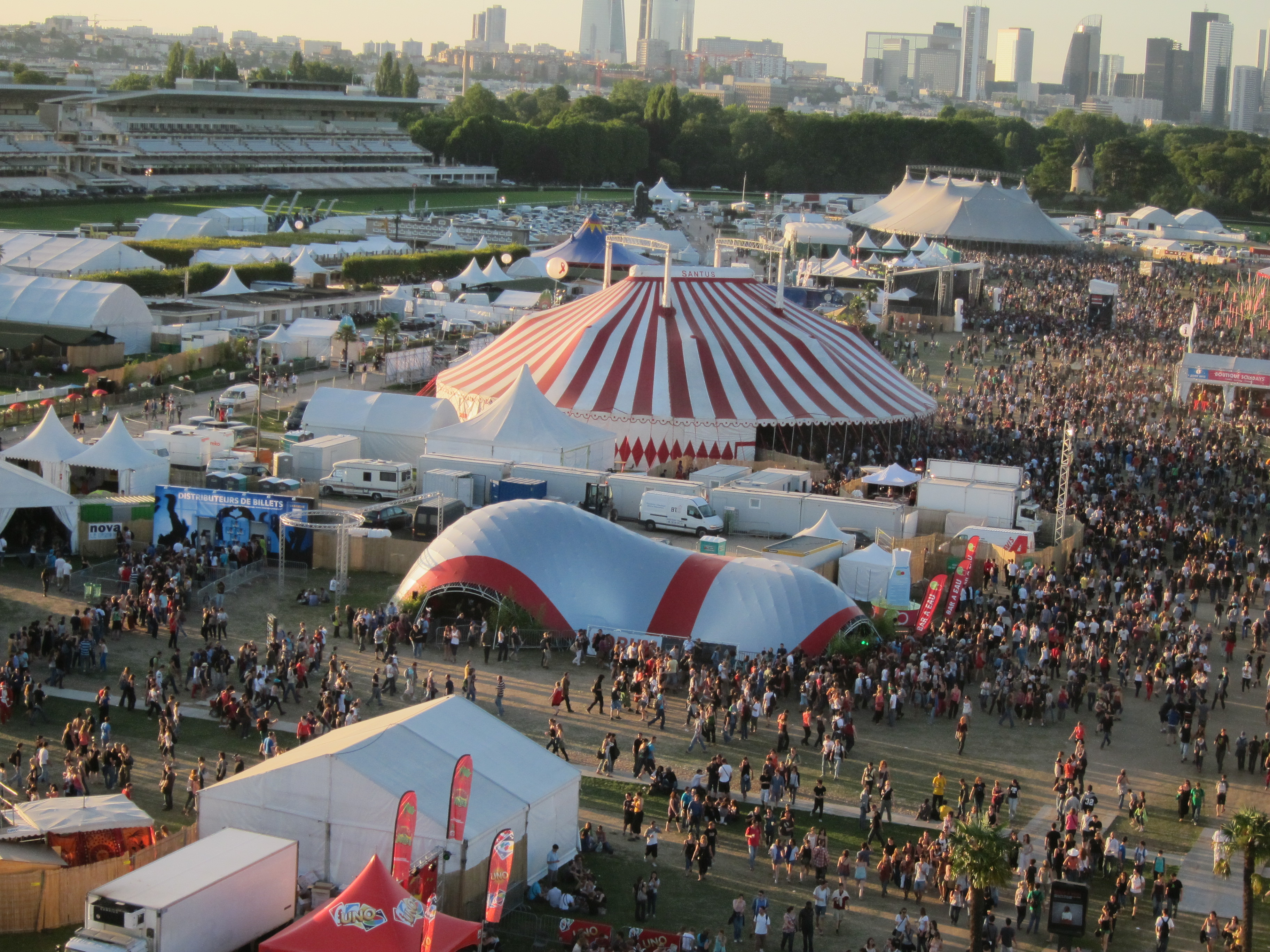
Vue aérienne de Solidays 2011.
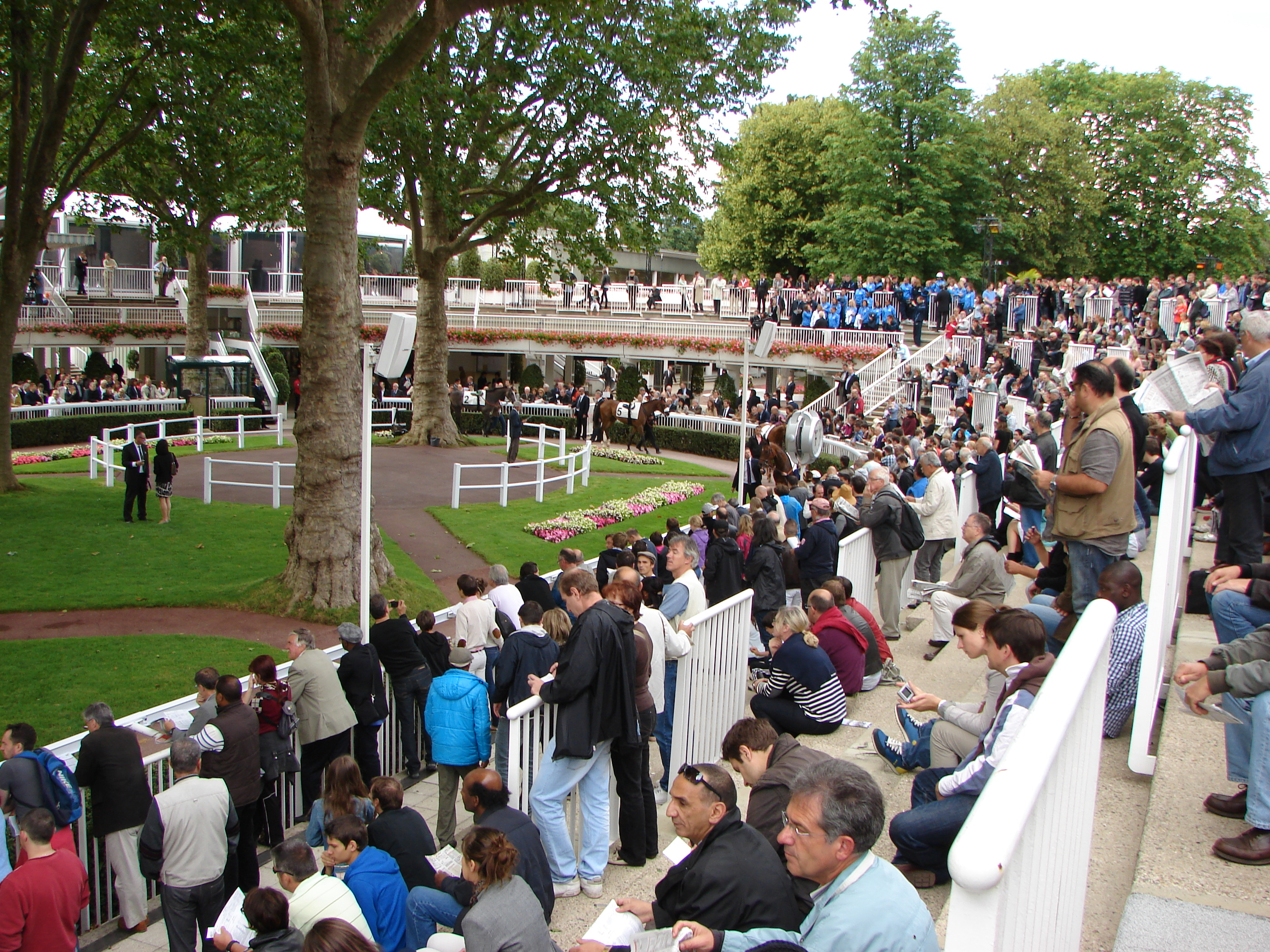
Présentation en présence de l'équipe de France féminine de football (2012).

## Cyclisme à l'hippodrome de Longchamp
Longchamp est dès 1921 un lieu ancré dans l'histoire du cyclisme avec, en particulier, le critérium des As. La course est gagnée quatre fois à Longchamp par Louison Bobet (1949, 1950, 1953, 1954), et aussi quatre fois par Jacques Anquetil (1959, 1960, 1963 et 1965); en 1966, Raymond Poulidor termine à la troisième place.
Une route réservée aux vélos fait le tour de l'hippodrome sur une longueur d'environ 3 600 mètres : l'anneau de vitesse. Elle sert quotidiennement de terrain d'entraînement à des cyclistes amateurs du fait de sa longueur et de sa planéité. Le trottoir de cette route est quant à lui utilisé par de nombreux joggeurs. Un projet a été déposé au budget participatif 2019 de Paris pour l'aménagement de l'anneau cyclable autour de Longchamp. Ce projet l'emporte avec 775 votes avec un coût prévisionnel de 560 000 €.
L'association Vélo Longchamp est à l'initiative de ce projet au budget participatif. Vélo Longchamp agit pour sécuriser la pratique de tous les cyclistes. Vélo Longchamp représentait en mai 2020 plus de 6 500 cyclistes. L'association compte 730 adhérents individuels. Elle travaille en lien avec la Mairie de Paris, France Galop et le Golf Paris Longchamp. Elle demande la sécurisation et la rénovation de l'anneau cyclable de Longchamp, notamment afin d'éviter des conflits d'usage avec les utilisateurs du site de l'hippodrome (concert, courses de chevaux, événements divers - congrès du Medef, concert de rock, festival de musique, convention d'entreprise, , etc.).
De nombreux cyclistes professionnels viennent rouler sur cet anneau cyclable. Par exemple, Alberto Contador est venu y faire une démonstration en 2013.
L'anneau cycliste de Longchamp est le segment « vélo » le plus utilisé en France. Le 3 juin 2020, les cycles connectés à STRAVA (application GPS de sport sur smartphone) ont parcouru 3 622 763 tours de Longchamp (3,6 km), soit 13 millions de kilomètres (source Strava).

## Dans la fiction
L'hippodrome est évoqué dans le chapitre 11 de Nana, roman d'Émile Zola.
Une scène de la bande-dessinée Un cow-boy à Paris (2018) de la série Lucky Luke s'y déroule.

## Hommage
Une ville d'Argentine porte son nom.